# ASC Snim
ASC Snim (arabisch الجمعية الرياضية والثقافية لاسنيم, DMG al-Ǧamʿiyya ar-riyāḍiyya wa-ṯ-ṯaqāfiyya li-Snīm) ist ein mauretanischer Fußballverein aus Cansado, einem Stadtteil acht Kilometer südlich von Nouadhibou, in der hauptsächlich Arbeiter der SNIM, einer staatlichen Bergbaugesellschaft, wohnen. Momentan spielt der Verein in der Ligue 1 Mauretanien. Als größter Erfolg gelten die beiden Meisterschaften im Jahr 2009 und 2010. Von 2009 bis 2012 trug der Verein den Namen CF Cansado (Club de Football de Cansado), 2012 wurde er dann von der SNIM gekauft und trägt seitdem seinen heutigen Namen.

## Erfolge
- Meisterschaften: 2

2009, 2010
- Pokal: 2

1992, 2019

## Statistik in den CAF-Wettbewerben
| Wettbewerb                | Runde         | Gegner         | Hinspiel | Rückspiel |  |
| ------------------------- | ------------- | -------------- | -------- | --------- |  |
|                           |               |                |          |           |  |
| CAF Cup Winners 1993      | Qualifikation | Benfica Bissau | n. a.    | n. a.     |  |
|                           | 1. Runde      | JS Kabylie     | 1:8 (A)  | 1:3 (H)   |  |
| CAF Cup Winners 1994      | 1. Runde      | LPRC Oilers    | n. a.    | n. a.     |  |
| CAF Champions League 2008 | Qualifikation | ES Sétif       | 1:5 (H)  | 0:2 (A)   |  |
| CAF Champions League 2011 | Qualifikation | ASEC Abidjan   | 0:7 (A)  | 0:2 (H)   |  |

- 1993: Benfica Bissau zog seine Mannschaft nach der Auslosung zurück.
- 1994: ASC Snim zog sich nach der Auslosung zurück.